# Ouled Fares
Ouled Fares (anciennement appelée Larbaa Ouled Farés et Warnier pendant la colonisation française), est une commune de la wilaya de Chlef en Algérie.

## Géographie

### Situation
La commune d'Ouled Fares est située au centre de la wilaya de Chlef, à environ 15 km au nord-ouest de Chlef et à 40 km au sud-est de Ténès.
| Tadjena | Bouzeghaia  | Bénairia               |
| Harenfa | Ouled Fares | Labiod Medjadja, Chlef |
| Sobha   | Oued Sly    | Chettia                |

## Territoire
(février 2016).
Si vous disposez d'ouvrages ou d'articles de référence ou si vous connaissez des sites web de qualité traitant du thème abordé ici, merci de compléter l'article en donnant les références utiles à sa vérifiabilité et en les liant à la section « Notes et références ».
La superficie de la commune d'Ouled Fares est de 244 km2 ce qui la rend parmi les plus grandes communes de la wilaya de Chlef. La commune se situe au centre géographique du territoire de la wilaya de Chlef ; entre les chaînes de montagne du Dahra et le bassin de Chlef . Elle est délimitée au nord par les communes de Tadjna, Bouzghaia et Benairia, au sud par les communes d'Oued Sli, Chettia et Chlef, à l'ouest par les communes d'El Hranja et Essobha et à l'est par la commune de Medjaja.

### Localités de la commune
La commune d'Ouled Fares est composée de vingt-neuf localités :
- Aïn Bouzid
- Ayaïda
- Chorfa
- Chouaimia
- Cinq Palmiers
- Cité SI Belkacem
- Djoualil
- Ghechachma
- Guetaibia
- Hemaimia
- Heraig
- Heugaf
- Ouled Benarbia
- Ouled Bouali
- Ouled Bouchakour
- Ouled Bouziane
- Ouled Brahim
- Ouled Djillali Benyahia
- Ouled Farès Centre
- Ouled Hadj Kaddour
- Ouled Hadj Mostefa
- Ouled Hamdane
- Ouled Henni
- Ouled Sebaihia
- Ouled Si Chérif
- Ouled Sidi Henni
- Saïdi
- Village agricole de Haouch El Ghaba
- Zemala

## Aperçu historique
La commune d'Ouled Fares a été fondée pendant l'époque coloniale française, en 1887, où elle a porté le nom de Warnier, à la mémoire de Auguste Warnier qui était un chirurgien militaire dans l’armée française. la commune était rattachée au département d'Alger, puis au département d'Orléansville, créé en 1956. 
La commune d'Ouled-Fares est devenue une daïra (sous-préfecture) après le découpage administratif de 1984.

## Démographie
La population d'Ouled Fares s’élève à 37 404 habitants selon le recensement général de 2008 (RGPH2008), dispersés sur trois agglomérations : l'agglomération principale compte 11 903 habitants ; les agglomérations secondaires comptent 14 280 habitants et 11 226 habitants dans les zones rurales.

## Administration et politique
Après l'indépendance, la commune d'Ouled Fares a été présidée par les personnalités suivantes : Kharroubi Bou Meddah Ahmed (1962-1964) ; Henni Mohammed (1964-1966), Mchaachaa Ahmed (1966-1971), Zidane Ahmad (1971-1975). Belalia Douma Ali (1975-1979), Mchaachaa Ahmed (1979-1984), Mhamdi Bouzina (1984-1989), Chorfa Mohammed (1990-1992), Boutaba Amhammed (1997-2001), Berkat Mhammed (2002-2007), Henni Mohammed (2007-2010) ; Abd Ghlam Ahmed (2010-2012).